# دیوید رجیس
دیوید رجیس (فرانسوی: David Régis‎؛ زادهٔ ۲ دسامبر ۱۹۶۸) یک بازیکن فوتبال اهل فرانسه است.
وی همچنین در تیم ملی فوتبال ایالات متحده آمریکا بازی کرده‌است.